# Kurt Kramer (Maler)

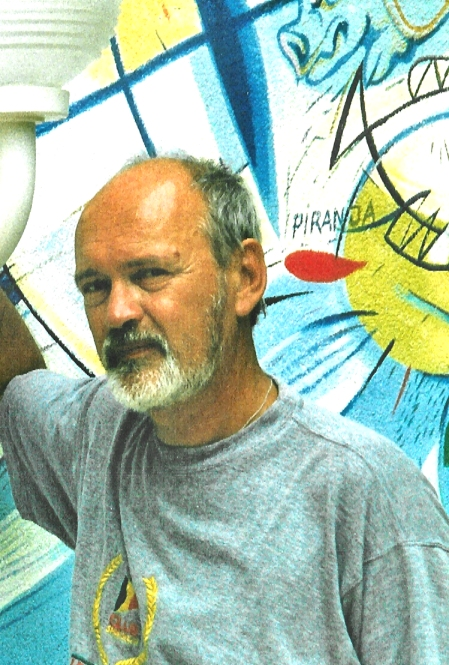
Kurt Kramer (2003)

Kurt Kramer (* 6. November 1945 in Freiland, Niederösterreich; † 16. April 2008 in Wien) war ein in Wien lebender freischaffender Maler und Grafiker. 

## Leben
Kurt Kramer absolvierte sein Studium an der Graphischen Lehr- und Versuchsanstalt/Wien und arbeitete seit 1969 als freischaffender Künstler.
1975–1977 folgte eine intensive Auseinandersetzung mit orientalischer Kultur. Er unternahm ausgedehnte Reisen durch den Mittleren Osten: Türkei, Iran, Israel; 1994 Lateinamerika (präkolumb. Kulturen). 
Zu seinen vielseitigen Tätigkeiten zählten Fassaden- und Wandmalereien in Österreich (Fassadenpreis Zentralsparkasse) und Kroatien, Bühnenprospekte (Original Broadway West-Side-Story), Sakralkunst, Metall- u. Akrylobjekte, Plexi-Multiples, Designs, Buchillustrationen, Münzgestaltung (Mozart Jubiläum), Lyrik und kulturpublizistische Veröffentlichungen. Kramer wurde am Wiener Zentralfriedhof beigesetzt.

## Werke

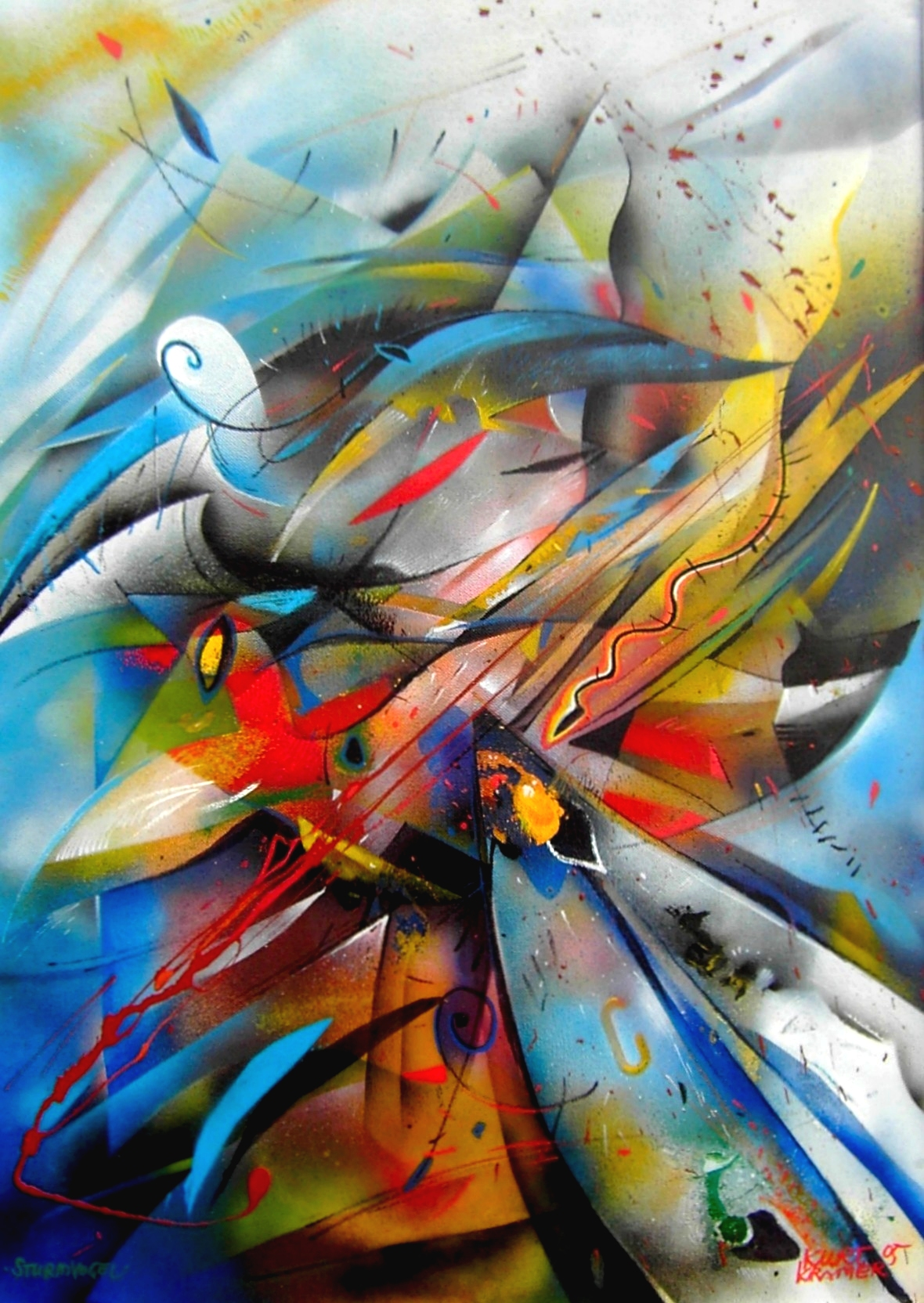
Sturmvogel

Werke im Besitz zahlreicher öffentlicher und privater Sammlungen im In- und Ausland, 
z. B. Albertina Wien, Österreichisches Bundesministerium für Bildung, Wissenschaft und Kunst, Kulturamt der Stadt Wien, Kupferstichkabinett/Akademie d. bild. Künste, NÖ Landesgalerie, BA-CA, Fernwärme/Wien, EKH/Wien, Städt. Sammlung Possenhofen,  Sammlung Infeld, Contemp. Art Abadan, Teheran, St. Georg’s College Istanbul; München, Fulda. Privatsammlungen in Europa, Asien u. Amerika.

### Malerei

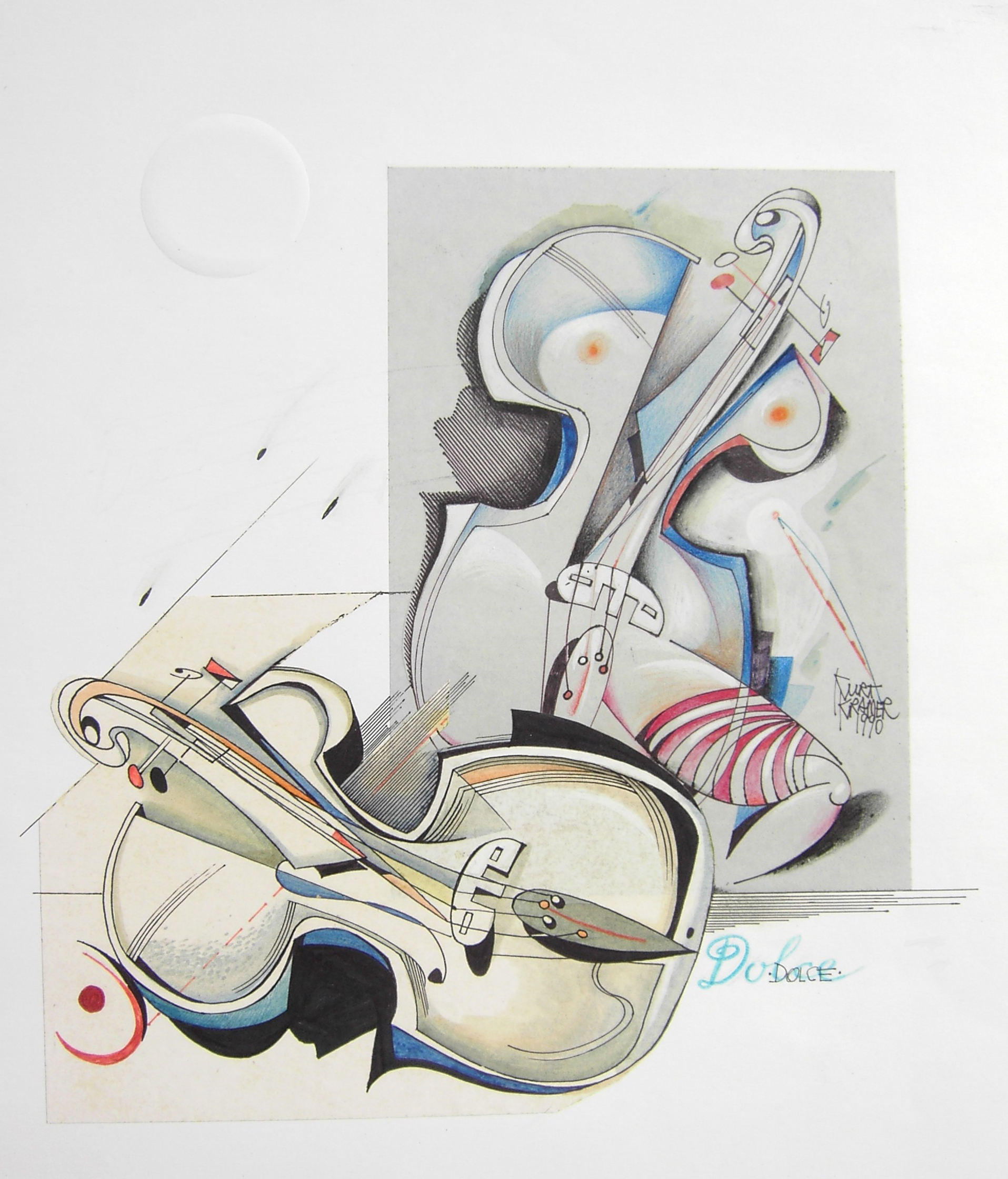
Dolce

- Zyklen zu Komponisten (z. B.: Mozart, Schubert, Mahler)
- Zyklen zu Musik
- Vanitas-Stillleben
- Kopfstudien („Têtes“)

### Graphik

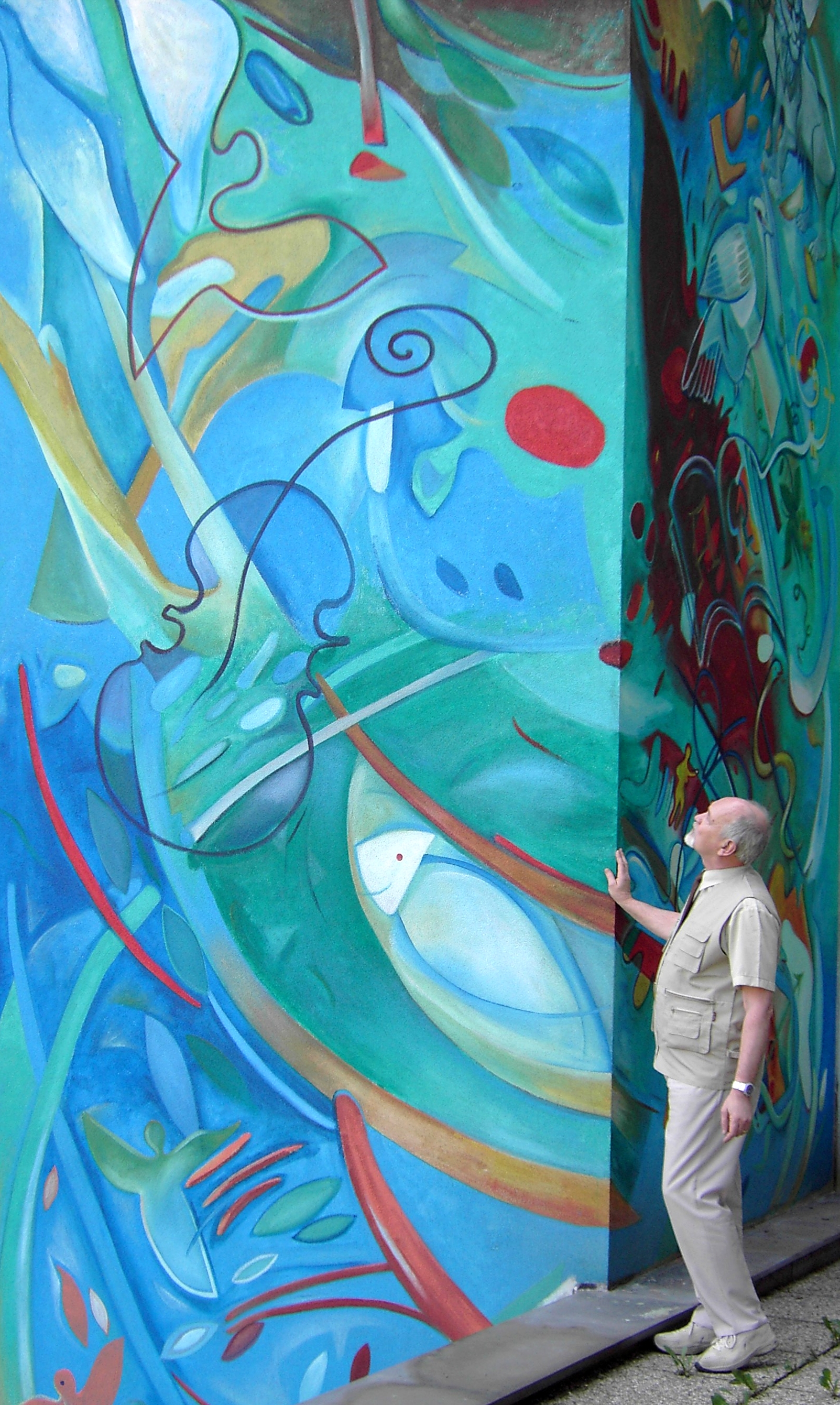
Hausbemalung

- Musikgraphiken (z. B.: Johann Strauß, Brahms)
- Lithographien (z. B.: Zwitschermaschine, Geist der Inspiration, Allweil Musik im Kopf, Spuren)

### Monumentalmalerei
- Hoffassade und Kapelle für das Evangelische Krankenhaus Wien
- Hausbemalung in Mödling, Ludwig Rieger Straße

### Plastische Objekte
- Hauskopf für Firma Bramac
- Flabellum für Evangelisches Krankenhaus Wien
- Multiple 98

### Lyrik
- Gedichte zum Thema „Ikarus“
- Lyrikband in Vorbereitung (Verlag Projekte, Halle an der Saale)

## Ausstellungen
Seit 1963  rege Ausstellungstätigkeit in über 150 Einzel- und Kollektivpräsentationen. Z.B.:
- Wien: Galerie Börseplatz 1963; Palais Liechtenstein 1971; Galerie Blutgasse 1964–1972; Galerie Peithner Lichtenfels 1974–1981; Kunst im Foyer/Fernwärme 2006
- London: Woodstock-Gallery 1971
- Paris: l’Université 1970
- Tokio: International House Gallery 1968
- Teheran: Gallery Seyhoun 1975, 1976
- Ankara: Gallery Artisan 1977
- Köln: Galerie Sigrist 1977
- Frankfurt: Galerie Gessmann; Frankfurter Musikmesse 1967–2003
- Johannesburg: Gallery  Mc. Kerron/Bryanston und Grand Viennese Imperial Ball/Sandton Tower
- Halbturn: Haus der Kultur/Infeld 2003

## Publikationen und Weblinks
- „Leib und Seele“, Martin Bolz/Kurt Kramer, 2005, Verlag Rötzer
- Kurt Kramer in der Global Art Gallery
- Literatur von und über Kurt Kramer im Katalog der Deutschen Nationalbibliothek

| Personendaten    | Personendaten                       |
| ---------------- | ----------------------------------- |
| NAME             | Kramer, Kurt                        |
| KURZBESCHREIBUNG | österreichischer Maler und Grafiker |
| GEBURTSDATUM     | 6. November 1945                    |
| GEBURTSORT       | Freiland, Niederösterreich          |
| STERBEDATUM      | 16. April 2008                      |
| STERBEORT        | Wien                                |